# Луміс (Південна Дакота)
Луміс (англ. Loomis) — переписна місцевість (CDP) в США, в окрузі Девісон штату Південна Дакота. Населення — 33 особи (2020).

## Географія
Луміс розташований за координатами 43°47′35″ пн. ш. 98°6′12″ зх. д. / 43.79306° пн. ш. 98.10333° зх. д. (43.793028, -98.103460).  За даними Бюро перепису населення США в 2010 році переписна місцевість мала площу 0,59 км², уся площа — суходіл.

## Демографія
Згідно з переписом 2010 року, у переписній місцевості мешкали 34 особи в 15 домогосподарствах у складі 13 родин. Густота населення становила 58 осіб/км².  Було 16 помешкань (27/км²).
Расовий склад населення:
| - 94,1 % — білих |

До двох чи більше рас належало 5,9 %. Частка іспаномовних становила 2,9 % від усіх жителів.
За віковим діапазоном населення розподілялося таким чином: 14,7 % — особи молодші 18 років, 70,6 % — особи у віці 18—64 років, 14,7 % — особи у віці 65 років та старші. Медіана віку мешканця становила 45,5 року. На 100 осіб жіночої статі у переписній місцевості припадало 100,0 чоловіків;  на 100 жінок у віці від 18 років та старших — 141,7 чоловіків також старших 18 років.
Цивільне працевлаштоване населення становило 0 осіб. 